# Johann Christoph Donner
Johann Christoph Donner (* 15. Februar 1739 in Gudow; † 26. April 1804 in Altona) war ein deutscher Kaufmann.

## Leben und Wirken
Johann Christoph Donner war ein Sohn des Gudower Pastoren Joachim Hinrich Donner (* 23. Februar 1683 in Mölln; † 10. Januar 1748 in Gudow) und dessen zweiter Ehefrau Anna Maria Beeck (* 20. Juli 1699 in Curslack; † 16. Februar 1762 in Gudow). 1753 ging er nach Boizenburg und absolvierte eine Kaufmannslehre. Anschließend lernte er Buchhaltung in Lübeck. 1760 erhielt er eine Stelle als Kontor-Bediensteter bei dem Ratsherren Conrad Matthiesen in Altona.
Sein Dienstherr Matthiesen verhalf Donner zur Stelle des Buchhalter der seit 1771 dem dänischen Staat gehörenden „Octroyirten königlichen Herings- und Fischerey-Gesellschaft“, wodurch er dänischer Beamter wurde. Ab 1784 arbeitete er auch als Dritter Administrierender Direktor der „Octroyierten Canal- und Handels-Compagnie“, die als staatliches Unternehmen den Stecknitzkanal ausbaute. Ab 1792 leitete er als Zweiter Administrierender Direktor beide Unternehmen, die der König per Dekret zusammengeführt hatte.
Ab 1778 wirkte Donner als Bevollmächtigter des Altonaer Kontors der Kopenhagener Assecurance Companie. Zur gleichen Zeit wurde er als zweiter Direktor des neu gegründeten Königlichen Wechsel- und Bank-Comptoirs als „Agent“ im Range eines Kanzleirats ernannt. 1787 berief ihn der König zum Ersten Direktor der neuen Schleswig-Holsteinischen Speciesbank in Altona. Zusätzlich wurde er am 2. September 1797 zum Mitdirektor der Königlichen Kupfer- und Messingwerke (Kupfermühle) in Hohendamm auf dem Gut Borstel berufen. Darüber hinaus wurde er zum Justizrat ernannt.

## Familie
Am 19. November 1772 heiratete Donner in Altona Marie Anterrer (* 1. April 1742 in Altona; † 7. Dezember 1802 ebenda). Sie kam aus einer Hugenottenfamilie und war eine Tochter des Kaufmanns Christian Michael Anterrer und dessen Ehefrau Elisabeth, geborene Piet.
Das Ehepaar Donner hatte drei Töchter und fünf Söhne. 
- Der Sohn Conrad Hinrich war ein Kaufmann und Bankier.
- Der Sohn Johann Christoph (* 5. Oktober 1777; † 20. Februar 1834) arbeitete als Kaufmann. Er war anfangs Teilhaber seines Bruders Conrad Hinrich. Seit 1828 gehörte ihm das Altonaer Handelshaus J. C. Donner.
- Der Sohn Christian Hartwig Leonhard (* 19. September 1780; † 25. Dezember 1840) war ein Seeoffizier in dänischen Diensten und arbeitete zuletzt als Kommandeur.
- Der Sohn Georg Ludwig (1787–1817) leitete in Kopenhagen das von seinem Bruder Conrad Hinrich gegründete Handelsunternehmen und die Zuckersiederei Donner & Wilder.